# Edmundo Luis Flavio Abastoflor Montero

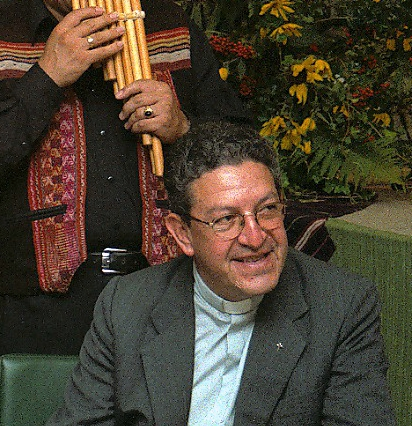
Erzbischof Abastoflor 1999

Edmundo Luis Flavio Abastoflor Montero (* 15. Dezember 1943 in Sucre, Bolivien) ist ein bolivianischer Geistlicher und emeritierter römisch-katholischer Erzbischof von La Paz.

## Leben
Edmundo Luis Flavio Abastoflor Montero empfing am 10. Juni 1967 das Sakrament der Priesterweihe.
Am 6. Oktober 1984 ernannte ihn Papst Johannes Paul II. zum Bischof von Potosí. Der emeritierte Erzbischof von Sucre, Josef Clemens Kardinal Maurer CSsR, spendete ihm am 13. April 1985 die Bischofsweihe; Mitkonsekratoren waren der Erzbischof von Santa Cruz de la Sierra, Luis Aníbal Rodríguez Pardo, und der Erzbischof von Sucre, René Fernández Apaza. Am 31. Juli 1996 ernannte ihn Johannes Paul II. zum Erzbischof von La Paz.
Papst Franziskus nahm am 23. Mai 2020 seinen altersbedingten Rücktritt an.